# نرجسية الآباء
الآباء النرجسيون هم الآباء المصابون بالنرجسية أو اضطراب الشخصية النرجسية. عادةً ما يكون الآباء النرجسيون قريبين من أطفالهم على نحو حصري وتملكي كما أنهم قد تنتابهم مشاعر حسد بشكل خاص من استقلال أطفالهم المتزايد. وأمام هذا الاستقلال، قد ينتاب الوالد النرجسي "إحساس بالفقد، حيث كان الطفل يعمل بمثابة مصدر مهم لإكسابه شعورًا بالتقدير الذاتي." وقد يؤدي ذلك إلى ما يُطلق عليه التعلق النرجسي "—وهي فكرة أن الطفل موجود دائمًا لمصلحة والده.
يتميز الأشخاص النرجسيون بأنهم يفتقرون للغاية للتقدير الذاتي ويشعرون بالحاجة للتحكم في كيفية نظر الناس إليهم، مع الشعور بالخوف الشديد من أنه سيتم لومهم أو رفضهم وأنه سيتم فضح أوجه القصور الشخصية لديهم. علاوةً على ذلك، تكون تلك الشخصيات مشغولة بنفسها إلى حد كبير، وقد يصل مع البعض إلى حد العظمة، كما تسيطر عليهم فكرة حماية صورتهم الذاتية. كذلك، يتجه سلوكهم مع الأشخاص ليصبح غير مرن، وغالبًا لا يتمتعون بالقدرة على الاعتراف بالخطأ أو الشعور بأي تشاطر.

## الخصائص
تستمر النرجسية في التواجد بين الأجيال لعائلات بعينها دون غيرها ولكن لم يثبت علمياً أنها بسبب جينات معينة متوارثة ولكن بسبب أنها ترجع إلى التربية للأب أو الأم النرجسية ولقابلية بعض الاولاد دون غيرهم علي اكتساب هذه الشخصية كوسيلة دفاع. وبينما يكون الوالد "الجيد بالدرجة الكافية" مطمئنًا بدرجة كافية في السماح باستقلالية الطفل، نجد أن الوالد النرجسي بصورة مرضية"... [قد] يحتاج إلى دفع الطفل للقيام بأداء معين من شأنه تعظيم [نفسه/]نفسها." فعلى سبيل المثال، بالنسبة للوالد غير المتطابق والمشغول بفكرة التعزيز الذاتي الخاص به ويصر على ضرورة أن ينظر له كمثل أعلى يحتذى به وأنه ينبغي أن يُقلَد "  فقد يؤدي هذا الوالد إلى تنشئة ابنه "الذي بدأ ينظر لنفسه كـ "دمية" أبيه" - كشخص "تعلم في أوائل فترات حياته أن يضع احتياجات الآخرين العاطفية في مقدمة احتياجاته [هو]."
طبقًا لما جاء على لسان عالم النفس الأمريكي آلان رابوبرت، ترتكز النرجسية على شعور منخفض للغاية بتقدير الذات، فأصحاب الشخصية النرجسية يخشون من أن يفكر بهم الآخرون سوءًا. وفي سبيل حماية شعورهم الهش بأنفسهم هذا، يسعون لمراقبة ما يفكر فيه الآخرون والطريقة التي يتصرفون بها. فيطلب الآباء النرجسيون «سلوكًا معينًا من أبناؤهم؛ حيث إنهم يرون أبناءهم امتدادًا لهم ويحتاجون أن يمثلهم أبناؤهم في العالم بطريقة تلبي احتياجات الوالدين العاطفية.» بالتالي، قد نجد الآباء النرجسيين يتحدثون عن أمور مثل «احمل [حمل] الشعلة» أو حافظ [الحفاظ] على صورة العائلة«أو اجعل [جعل] الآباء والأمهات فخورين» وقد يصل بهم الأمر حد لوم أبنائهم على إظهار «الضعف،» أو «كونهم حساسين للغاية،» أو لأنهم لم يكونوا عند «ظنهم.» وكنتيجة لذلك، يتعلم أبناء الشخصيات النرجسية أن «يقوموا بأدوارهم» ومن وقت لآخر يُتوقع تطور قدرتهم «للقيام بمهاراتهم الخاصة،» خصوصًا أمام العامة أو بالنسبة لآخرين. وكامتداد لآبائهم، لا يمتلك الأطفال النرجسيون عادةً الكثير من الذكريات التي تكشف بأن الناس كانت تكن لهم الحب والتقدير لكونهم أنفسهم، بل يربطون تجربتهم من الحب والتقدير بما يتوافق مع مطالب آبائهم النرجسيين. فعلى سبيل المثال، طالب أب نرجسي يعمل بالمحاماة ابنه، الذي اعتبره دائما طفله المفضل، أن يمتهن المحاماة كذلك. وعندما اختار الابن مهنة أخرى رفض الأب واستخف بابنه.
«سوف تؤدي مثل هذه الصفات بالآباء النرجسيين بشكل مفرط إلى أن يصبحوا متطفلين للغاية في بعض الحالات، ومهملين تمامًا في حالات أخرى. ويتم معاقبة الأطفال إذا لم يستجيبوا على نحو كافٍ لاحتياجات الوالدين. وقد يتخذ هذا العقاب أشكالًا متنوعة، من بينها الاعتداء الجسدي، ونوبات الغضب، واللوم، ومحاولات غرس شعور بالذنب في نفسك، والإهمال العاطفي والنقد. فأيًا ما كان الشكل الذي يتخذه، فالغرض من العقاب يكمن في فرض الامتثال لاحتياجات الوالد النرجسية.»
يعتقد فاكنين أن «الوالد النرجسي ينظر لطفله أو لطفلها باعتباره مصدرًا متعدد الجوانب من الدعم النرجسي... كامتداد للشخصية النرجسية.»

## القائمة المرجعية
في كتابها بعنوان آبناء المنشغلون بذاتهم (Children of the Self Absorbed)، تطرح نينا براون أمام القراء قوائم مرجعية محددة للتعرف على «النمط النرجسي المدمر» في الوالد. وتقترح نينا دراسة «سلوك الوالدين في الماضي...من خلال معرفة ما إذا كانوا يحوّلون كل حوار للحديث عن أنفسهم، ويلفتون الانتباه إليهم باستمرار، وينقدون أنفسهم للحصول على الثناء، وفاشلين في الاستماع للآخرين، ويستخدمون ممتلكات الآخرين دون استئذان، ويجدون صعوبة في السخرية من أنفسهم، مبالغة ويبدون تعليقات مهينة عن أبنائهم.»

## الأنماط المشتركة بين الأجيال
«إن الآباء النرجسيين يتسببون في تنشئة ذرية تتسم إما بالنرجسية أو التبعية وذلك [بسبب] عدم قدرتهم على الانخراط عاطفيًا مع احتياجات الأبناء.» وعلى الأرجح يمر الآباء النرجسيون أثناء فترة طفولتهم بشكل من أشكال الإهمال العاطفي أو النفسي، وبالتالي قد يجدون صعوبة في وضع احتياجات واهتمامات أبنائهم في مقدمة رغبتهم الخاصة في الشعور بالسيطرة.[بحاجة لمصدر]
إن الأطفال الذين يتميزون بمزاج صعب وعنيد للغاية يأبون أن يكونوا داعمين للآخرين بالمنزل. فلا عجب وهم يرون كيف يدفع والدوهم الأنانيون الآخرين لتلبية احتياجاتهم الخاصة. إنهم يتعلمون كيف أن أسلوب التلاعب والشعور بالذنب يمكن أن يحصل من خلاله الوالد أو الوالدة على ما تريد. بالتالي، هم يخلقون لأنفسهم ذاتًا زائفة ويستخدمون الأساليب العدوانية والترهيب للحصول على مبتغاهم. وبالضرورة ينشأ هؤلاء الأطفال ليصبحوا نرجسيين.
يتعلم الأطفال الحساسون المدفوعون دائمًا بالشعور بالذنب داخل الأسرة تلبية احتياجات والديهم للحصول على رضاهم ويحاولون الحصول على الحب من خلال مراعاة أهواء ورغبات الوالدين. ويتم تجاهل المشاعر الطبيعية للأطفال، ورفضها وفي نهاية المطاف قمعها في محاولة لكسب «حب» الوالدين. فالشعور بالذنب والخجل يعمل على إبقاء الأطفال حبيسي هذا الكبح التنموي. وبهذا، تصبح الدوافع العدوانية لديهم منقسمة كما أنها غير متكاملة مع النمو الطبيعي. إن هؤلاء الأطفال ينشؤون على تعلم إعطاء الكثير وتطوير ذات زائفة وأن يصبحوا تبعيين في علاقاتهم.

## في الأدب
تمت كتابة رواية لفربوي (Loverboy) لمؤلفتها فيكتوريا ريدل من وجهة نظر أم تظهر بها خصائص الأمومة النرجسية الشديدة. فتبدأ بطلة الرواية بممارسة مجموعة من العلاقات الجنسية الطائشة مع الغرباء لغرض واحد وهو إنجاب طفل والذي سوف يكون بمثابة مصدر لتعزيز الذات. وعندما رزقت بابنها، بول، حرمته من أن يكون له أي اتصال بالأصدقاء من العالم الخارجي، وبنت له عالمًا خياليًا مفصلًا يرتكز كليًا حول نفسها. وفي النهاية يصل بول إلى سن المدرسة ويسعى للاستقلال خارج عالم أمه، وهي مرحلة طبيعية من مراحل نمو الأطفال ولكن يمكن أن يراها النرجسي فقط بمثابة رفض شخصي عميق. علاوةً على ذلك، تتطلب قوانينهم المحلية ضرورة أن يسجل الأطفال في إحدى المدارس؛ ولكن كانت أنانيتها المفرطة راسخة لدرجة صورت لها مجرد تسجيل ابنها في إحدى المؤسسات الخارجية كرياض الأطفال بمثابة خطر شخصي. وحيث إن الدعم النرجسي الخاص بها كان على وشك أن يتوقف، حاولت ارتكاب القتل والانتحار بالتسمم بأول أكسيد الكربون. وبشكل مميز، كانت تعتقد أن قتل بول هو فعل إيجابي نابع من الحب الذي سيحميه من العالم غير المقبول خارج ذاتها.

## كتابات أخرى
مقالات أكاديمية
- Gardner, F 'To Enliven Her Was My Living':Thoughts On Compliance And Sacrifice As Consequences Of Malignant Identification With A Narcissistic Parent British journal of psychotherapy Volume 21 Issue 1, Pages 49 – 62 (2006)

كتب
- Brown, Nina W. Children of the Self-Absorbed: A Grown-up's Guide to Getting over Narcissistic Parents (2008)
- Campbell, Lady Colin Daughter of Narcissus: A Family's Struggle to Survive Their Mother's Narcissistic Personality Disorder (2009)
- Donaldson-Pressman, S & Pressman, RM The Narcissistic Family: Diagnosis and Treatment (1997)
- Golomb, Elan Trapped in the Mirror Adult Children of Narcissists in their Struggle for Self (1995)
- Hotchkiss, Sandy & Masterson, James F. Why Is It Always About You? : The Seven Deadly Sins of Narcissism (2003) – see Chapter 9 – The Narcissistic Parent
- McBride, Karyl Will I Ever Be Good Enough?: Healing the Daughters of Narcissistic Mothers (2009)
- Miller A The Drama of the Gifted Child, How Narcissistic Parents Form and Deform the Emotional Lives of their Talented Children (1981)
- Payson, Eleanor The Wizard of Oz and Other Narcissists: Coping with the One-Way Relationship in Work, Love, and Family (2002) – see Chapter 5

## وصلات خارجية
- The Narcissistic Parent